# Celtic Football Club 2010-2011
Questa voce raccoglie le informazioni riguardanti il Celtic Football Club nelle competizioni ufficiali della stagione 2010-2011.

## Stagione
A luglio, il Celtic fu sorteggiato per il terzo turno di qualificazione alla Champions League 2010-2011, contro i portoghesi del Braga. La squadra perse però la gara di andata, in trasferta, per 3-0. La vittoria nel match di ritorno, con il punteggio di 2-1, non bastò al Celtic per qualificarsi: gli scozzesi furono infatti eliminati. La squadra fu allora ripescata per l'Europa League 2010-2011, ma furono nuovamente sconfitti con il risultato totale di 4-2 dall'Utrecht.
In campionato, il Celtic vinse le prime 8 partite, ma fu sconfitto dai Rangers nell'Old Firm. Il club iniziò il mese di novembre superando con il punteggio di 9-0 l'Aberdeen, segnando un record per la massima divisione scozzese. La squadra perse poi contro gli Hearts e pareggiò contro il Dundee United e l'Inverness. L'unica consolazione fu il successo contro il St. Mirren. La sfida contro l'Inverness fu ricordata anche perché arbitrata dal lussemburghese Alain Hamer, a causa dello sciopero dei direttori di gara scozzesi. Il Celtic iniziò il 2011 con un successo sui Rangers per 2-0, ad Ibrox Stadium. I rivali furono battuti ancora il 20 febbraio, col risultato di 3-0. I Rangers si aggiudicarono però la vittoria in campionato per la 54ª volta nella loro storia e il Celtic si classificò al 2º posto (92 punti, uno in meno dei Rangers).
In Scottish Cup batte in finale il Motherwell (0-3) e vince per la 35ª volta la coppa.
In Scottish League Cup perde la finale contro i Rangers (2-1 ai tempi supplementari).

## Maglie e sponsor
Lo sponsor tecnico per la stagione 2010-2011 è Nike, mentre lo sponsor ufficiale è Tennent's.
| Casa | Trasferta | Terza Divisa |

## Rosa
| N. |                             | Ruolo | Calciatore         |
| -- | --------------------------- | ----- | ------------------ |
| 2  | Germania (bandiera)         | D     | Andreas Hinkel     |
| 3  | Honduras (bandiera)         | D     | Emilio Izaguirre   |
| 4  | Messico (bandiera)          | C     | Efraín Juárez      |
| 5  | Svezia (bandiera)           | D     | Daniel Majstorović |
| 7  | Svezia (bandiera)           | C     | Fredrik Ljungberg  |
| 8  | Scozia (bandiera)           | C     | Scott Brown        |
| 9  | Grecia (bandiera)           | A     | Giōrgos Samaras    |
| 10 | Irlanda (bandiera)          | A     | Anthony Stokes     |
| 11 | Corea del Sud (bandiera)    | C     | Cha Du-Ri          |
| 12 | Scozia (bandiera)           | D     | Mark Wilson        |
| 13 | Scozia (bandiera)           | C     | Shaun Maloney      |
| 14 | Irlanda del Nord (bandiera) | C     | Niall McGinn       |
| 15 | Scozia (bandiera)           | D     | Kris Commons       |
| 16 | Galles (bandiera)           | C     | Joe Ledley         |
| 18 | Corea del Sud (bandiera)    | C     | Ki Sung-Yong       |
| 20 | Irlanda del Nord (bandiera) | A     | Paddy McCourt      |
| 21 | Scozia (bandiera)           | D     | Charlie Mulgrew    |

| N. |                        | Ruolo | Calciatore     |
| -- | ---------------------- | ----- | -------------- |
| 22 | Paesi Bassi (bandiera) | D     | Glenn Loovens  |
| 23 | Inghilterra (bandiera) | A     | Ben Hutchinson |
| 24 | Polonia (bandiera)     | P     | Łukasz Załuska |
| 25 | Norvegia (bandiera)    | D     | Thomas Rogne   |
| 26 | Inghilterra (bandiera) | P     | Fraser Forster |
| 27 | Irlanda (bandiera)     | A     | Daryl Murphy   |
| 31 | Irlanda (bandiera)     | C     | Richie Towell  |
| 33 | Israele (bandiera)     | C     | Beram Kayal    |
| 36 | Irlanda (bandiera)     | C     | Graham Carey   |
| 38 | Inghilterra (bandiera) | D     | Josh Thompson  |
| 45 | Scozia (bandiera)      | D     | Lewis Toshney  |
| 47 | Stati Uniti (bandiera) | P     | Dominic Cervi  |
| 48 | Irlanda (bandiera)     | D     | Darren O'Dea   |
| 49 | Scozia (bandiera)      | A     | James Forrest  |
| 55 | Scozia (bandiera)      | A     | Paul McGowan   |
| 88 | Inghilterra (bandiera) | A     | Gary Hooper    |

## Calciomercato

### Sessione estiva (dal 01/07 al 31/08)
| Acquisti | Acquisti           | Acquisti       | Acquisti               |
| R.       | Nome               | da             | Modalità               |
| -------- | ------------------ | -------------- | ---------------------- |
| P        | Fraser Forster     | Newcastle Utd  | prestito               |
| D        | Cha Du-Ri          | Friburgo       | parametro zero         |
| D        | Emilio Izaguirre   | Motagua        | definitivo             |
| D        | Daniel Majstorović | AEK Atene      | parametro zero         |
| D        | Charlie Mulgrew    | Aberdeen       | parametro zero         |
| C        | Efraín Juárez      | Pumas UNAM     | definitivo (3 mln £)   |
| C        | Biram Kayal        | Maccabi Haifa  | definitivo             |
| C        | Joe Ledley         | Cardiff City   | parametro zero         |
| A        | Gary Hooper        | Scunthorpe Utd | definitivo (2,4 mln £) |
| A        | Daryl Murphy       | Sunderland     | definitivo (1,5 mln £) |
| A        | Anthony Stokes     | Hibernian      | definitivo             |

| Cessioni | Cessioni             | Cessioni           | Cessioni       |
| R.       | Nome                 | a                  | Modalità       |
| -------- | -------------------- | ------------------ | -------------- |
| P        | Artur Boruc          | Fiorentina         | definitivo     |
| D        | Paul Caddis          | Swindon Town       | definitivo     |
| D        | Ryan Conroy          | Queen of the South | prestito       |
| D        | Daniel Lafferty      | Derry City         | parametro zero |
| D        | Jason Marr           | Falkirk            | parametro zero |
| D        | Stephen McManus      | Middlesbrough      | definitivo     |
| D        | Lee Naylor           | Cardiff City       | parametro zero |
| D        | Darren O'Dea         | Ipswich Town       | prestito       |
| D        | Josh Thompson        | Rochdale           | prestito       |
| C        | Graham Carey         | Huddersfield Town  | prestito       |
| C        | Simon Ferry          | Swindon Town       | definitivo     |
| C        | Mark Millar          | Falkirk            | parametro zero |
| C        | Kōki Mizuno          | Kashiwa Reysol     | parametro zero |
| C        | Luca Santonocito     | Milan              | parametro zero |
| C        | Zheng Zhi            | Guangzhou E.       | parametro zero |
| A        | Marc-Antoine Fortuné | West Bromwich      | definitivo     |
| A        | Ben Hutchinson       | Lincoln City       | prestito       |
| A        | Aiden McGeady        | Spartak Mosca      | definitivo     |
| A        | Paul McGowan         | St. Mirren         | prestito       |
| A        | Morten Rasmussen     | Magonza            | prestito       |
| A        | Cillian Sheridan     | CSKA Sofia         | definitivo     |